# Freudenberg (Ostrach)
Freudenberg ist ein Weiler Burgweilers, einer von acht Ortschaften der baden-württembergischen Gemeinde Ostrach im Landkreis Sigmaringen.

## Geographie

### Geographische Lage
Der Weiler Freudenberg liegt auf einer Höhe von 669 m ü. NHN, sechs Kilometer südwestlich der Ortsmitte Ostrachs, zwischen Ochsenbach im Süden, Burgweiler im Osten, Hahnennest im Norden, Mettenbuch im Nordwesten und dem Waldgebiet Falken (705,1 m ü. NHN) im Westen.

## Geschichte
Im Zuge der Gebietsreform in Baden-Württemberg wurde die Gemeinde Burgweiler mit dem Weiler Freudenberg am 1. Januar 1975 nach Ostrach eingemeindet.

## Kultur und Sehenswürdigkeiten

### Bauwerke
- Die Burg Freudenberg, eine abgegangene Burg aus dem 15. Jahrhundert.